# Huddersfield Town Association Football Club
El Huddersfield Town Association Football Club es un club de fútbol inglés de la ciudad de Huddersfield en Inglaterra. Fue fundado en 1908 y desde la temporada 2024-25 jugará en la English Football League One, la tercera división del país.
El Huddersfield ha sido campeón del campeonato de liga en tres ocasiones, de la FA Cup en una ocasión y de la Community Shield en una ocasión sumando un total de 5 títulos.
Posee el logro de haberle provocado al Liverpool la mayor derrota de su historia, 8-0 en el Galpharm Stadium, el 9 de noviembre de 1934. Fue también el primer club en ganar el campeonato inglés (entonces la Football League First Division) por tres veces consecutivas.

## Historia
Fundado en 1908 tras una reunión en el Hotel George, el club adoptó el estatus de profesional en sus inicios y se unió a la Liga en 1910 (División 2), pero entró en quiebra en 1912 y sólo se refundó en 1919, gracias al apoyo popular. Sorprendentemente, al año siguiente llegaron a la final de la FA Cup, donde perdieron contra el Aston Villa y consiguieron el ascenso a la First Division, la máxima categoría del fútbol inglés.
El Huddersfield Town fue el primer equipo en ganar tres títulos consecutivos de la liga inglesa en las temporadas 1923-24, 1924-25 y 1925-26 (un récord sólo igualado por otros tres equipos hasta la fecha). Mientras tanto, en 1921-1922, el Huddersfield ganó la FA Cup y la FA Charity Shield por primera vez en su historia. Descendido por primera vez en 1952, permaneció en la Segunda División durante una temporada y luego se mantuvo en la máxima categoría hasta 1956, llegando al mismo tiempo a la final de la FA Cup en cuatro ocasiones (sin ganarla). El periodo de satisfacción continuó en la década de 1930, con un seguimiento popular creciente: el 27 de febrero de 1932, 67.037 espectadores acudieron a Leeds Road para ver el partido de la sexta ronda de la FA Cup contra el Arsenal.
Después de la Segunda Guerra Mundial, el club experimentó una fase de declive gradual, perdiendo su lugar en la First Division en 1952. Regresó inmediatamente a la máxima categoría, pero volvió a descender tres temporadas después. Antes de la temporada 1969-1970 adoptó el apodo de The Terriers. Tras una quincena de campeonatos entre los cadetes, regresó a la máxima categoría en 1969-1970, ganando el campeonato de Segunda División. Permaneció en la primera división durante un periodo de dos años antes de hundirse rápidamente en la cuarta división en 1975, donde permaneció hasta 1980.
El equipo estuvo, en el mejor de los casos, en Segunda División en los años 80 y entre 1995 y 2001. En noviembre de 1987, en plena época negra del equipo, sufrió la mayor derrota de su historia (10-1 contra el Manchester City). Tras entrar en concurso de acreedores debido a una complicada situación económica, en el verano de 2003 el equipo pasó a manos del nuevo propietario Ken Davy, saliendo de la crisis. En 2010-2011, el equipo fue noticia por establecer una racha de 43 partidos consecutivos sin perder en tercera división, sólo superada por la establecida por el Arsenal en la Premier League unos años antes (49 partidos consecutivos sin perder en 2003-2004).
En 2011-12, el equipo consiguió el ascenso a la Championship tras vencer al Sheffield United por 8-7 en los penaltis en la final de los play-off. El portero Alex Smithies convirtió el penalti decisivo. En la temporada 2016-2017, bajo la dirección del alemán David Wagner, en el cargo desde noviembre de 2015 y primer extranjero en dirigir el club, el Huddersfield logró el ascenso de nuevo a la máxima categoría después de 45 años. Tras quedar quinto en la Championship, el club se impuso al Reading (0-0, 4 penaltis a 3) en la final de la eliminatoria.
El regreso del Huddersfield a la máxima categoría comenzó de la mejor manera posible, ya que el equipo era líder de la liga en la tercera jornada con siete puntos; la temporada 2017-2018 terminó en la 16.ª posición, con cuatro puntos de ventaja sobre la zona de descenso, y los Terriers tuvieron la satisfacción de ganar por 1-0 en casa al primer clasificado de aquel momento, el Manchester United el 21 de octubre, además de forzar un empate contra el Manchester City, que celebraría su victoria por el título en ese partido. Sin embargo, en la temporada siguiente, el Huddersfield sólo consiguió dos victorias en sus primeros veintidós partidos y descendió a la Championship seis jornadas antes de lo previsto, y el cambio de Wagner por Jan Siewert resultó inútil. El balance final fue de sólo 16 puntos (el tercer peor resultado de la historia para un club de la Premier League), una cifra que condenó a los Terriers al último lugar de la tabla. A pesar de ello, el Huddersfield Town es el único equipo, junto con el Liverpool F. C., que ha ganado los dos partidos de ida y vuelta contra el Wolverhampton Wanderers.
La temporada 2019-2020 resultó ser anónima, ya que el club terminó en el puesto 18 bajo la dirección de Danny Cowley, y sólo evitó el segundo descenso consecutivo en las últimas jornadas.
En la temporada 2020-21, al mando del Español Carlos Corberán, hicieron una mediocre campaña quedando en el 20° puesto. Sufrió una derrota por 0-7 en condición de local ante Norwich City, en la FA Cup fue eliminado por el club de League One, Plymouth Argyle, y en la EFL Cup, por el club de League Two, Rochdale.
En la temporada 2021-22 quedaron 3° en Championship, logrando así un puesto en los Play-offs, en dónde llegaron a la final ante Nottingham Forest, en la semifinal vencieron a Luton Town con un global de 1-2 (empatando 1-1 en la ida en Kenilworth Road y haciéndose con la victoria 1-0 en Kirkless Stadium con gol de Jordan Rhodes al minuto 82').

## Símbolos
El club pasó más de ocho años debatiendo el color de la camiseta, con sugerencias que iban desde el color Salmón hasta el blanco, pasando por el blanco con canesú azul. Finalmente, en 1916, el club adoptó la camiseta rayas azules y blancas que se mantiene hasta el día de hoy.
El escudo del club se basa en el escudo de armas de Huddersfield. El Town utilizó por primera vez una insignia en sus camisetas para la final de la FA Cup de 1920, basada en el escudo de Huddersfield. Volvió a aparecer con una rosa de Yorkshire para la final de la FA Cup de 1922 y de nuevo para las finales de 1928, 1930 y 1938. Los colores principales del club, el azul y el blanco, son evidentes en toda la insignia, tanto en el manto como en el escudo, en forma de rayas. Dos rosas de Yorkshire y Castle Hill forman parte de la historia del club y de la zona.
El Town mantuvo el mismo diseño principal (rayas azules y blancas) hasta 1966, cuando el entrenador escocés Tom Johnston introdujo camisetas totalmente azules. Ese año también se adoptó un nuevo escudo, cuando el monograma vertical "HTFC" adornó las camisetas azules. Cuando el club adoptó el apodo de "The Terriers" para la temporada 1969-70, volvieron las rayas azules y blancas y con ellas un terrier rojo con las palabras "The Terriers".
Tras el descenso a la cuarta división, el Huddersfield volvió a las camisetas azules y al escudo con monograma vertical con el regreso de Tom Johnston en 1975. Las rayas volvieron en la temporada 1977-78 y han sido la equipación del club desde entonces. En 1980, el Town adoptó el que sigue siendo su escudo actual. Combina elementos del antiguo escudo de la ciudad con motivos modernos, como las rayas azules y blancas y un terrier con un balón de fútbol.
En el año 2000, el Huddersfield cambió su escudo por un diseño circular, pero no fue bien recibido por los aficionados, y pronto volvió al escudo de estilo heráldico. En 2005, el escudo se volvió a modificar con una pequeña adaptación. El club tomó la decisión de eliminar "A.F.C." del texto, dejando sólo la expresión "Huddersfield Town". Esto facilitó los problemas de bordado en las camisetas y los artículos del club, y también dio a la impresión un aspecto estándar.
- Uniforme titular: Camiseta blanqui-azul, pantalón blanco y medias negras.
- Uniforme alternativo: Camiseta auri-negra, pantalón negro y medias negras.

## Estadio
El John Smith Stadium, es el estadio principal del Huddersfield Town FC, fue fundado en 1994, posee una capacidad para 24.500 personas. También se le conoce como McAlpine Stadium.

## Palmarés

### Torneos nacionales (5)
| Competiciones nacionales | Títulos                    | Subcampeonatos                      |
| ------------------------ | -------------------------- | ----------------------------------- |
| Primera División (3/3)   | 1923-24, 1924-25, 1925-26. | 1926-27, 1927-28, 1933-34.          |
| FA Cup (1/4)             | 1921-22.                   | 1919-20, 1927-28, 1929-30, 1937-38. |
| Community Shield (1/0)   | 1922.                      |                                     |
|                          |                            |                                     |
| Segunda División (1/2)   | 1969-70.                   | 1919-20, 1952-53.                   |
| Cuarta División (1/0)    | 1979-80.                   |                                     |

## Rivalidades
A los partidos con el Oldham Athletic se los conoce como A62 Derbi.
También mantiene una tensa rivalidad con el Leeds United, y los equipos de Sheffield, Sheffield United y Sheffield Wednesday.
Tiene una rivalidad menor con Bradford City y Halifax Town.